# Julius Hirsch (Mediziner)
Julius Hirsch (* 16. Januar 1892 in Hannover; † 18. Juni 1962 in Wien) war ein deutscher Mediziner, Mikrobiologe, Hygieniker und Biochemiker.

## Leben
Julius Hirsch studierte Medizin in Heidelberg, München und Berlin und wurde 1916 an der Universität Frankfurt promoviert. Nach Wehrdienst im Ersten Weltkrieg wurde er 1920 Assistent von Carl Neuberg am Kaiser-Wilhelm-Institut für experimentelle Therapie in Berlin. 1925 wurde er Privatdozent. 1929 wurde er außerordentlicher Professor für Hygiene und Mikrobiologie an der Humboldt-Universität zu Berlin. Als Jude wurde er 1933 entlassen und ging an die Universität Istanbul, wo er bis 1948 Professor für Hygiene und Direktor des Hygieneinstituts der Universität wurde. 1949 wurde er Leiter der bakteriologischen und chemotherapeutischen Abteilung der Firma Geigy in Basel, was er bis 1954 blieb.
In Berlin forschte er zu Typhus und Diphtherie. In Istanbul arbeitete er über Sulfonamide und die Wirkung des Penicillins.

## Veröffentlichungen (Auswahl)
- Über die Oxydation von Alkohol durch die Leber von an Alkohol gewöhnten und nicht gewöhnten Tieren. Medizinische Dissertation Frankfurt am Main 1916.